# Яванская летающая лягушка
Яванская летающая лягушка, или яванская веслоногая лягушка, или яванский веслоног (лат. Rhacophorus reinwardtii) — лягушка из семейства веслоногих лягушек.

## Описание
Самки яванских летающих лягушек значительно крупнее самцов, длина тела самок от 5,5 до 8,0 см, самцов от 4,2 до 5,3 см. Верхняя сторона тела изумрудно-зеленая с мелкими темными пятнами, бока золотисто-оранжевые, горло и нижняя поверхность конечностей оранжево-желтые, брюхо чисто-белое. У молодых лягушек в подмышечных впадинах имеются большие черные и бирюзово-голубые пятна. Между пальцами передних и задних конечностей развиты широкие перепонки бирюзово-синего цвета с черными полосами, на концах пальцев имеются широкие ярко-оранжевые подушечки. У взрослых особей перепонки и подмышечные впадины в основном теряют черный и бирюзовый цвета и становятся оранжево-желтыми. По внешнему краю предплечья, голени и пятого пальца задней конечности тянется кожная оторочка, более широкая на предплечье. На пятке имеется широкий закругленный кожный вырост, анальное отверстие покрыто кожной лопастью. Окраска у самцов меняется быстрее, чем у самок. Голос яванских летающих лягушек похож на низкий поскрипывающий смех.

## Ареал и места обитания
Яванская летающая лягушка обитает в Юго-Восточной Азии на островах Ява, Суматра, в северной части острова Калимантан (Малайский архипелаг) и на юге Малайского полуострова. Населяет в основном низменные первичные влажные тропические леса, хотя встречается и в горных лесах до высоты 1400 м.

## Образ жизни
Яванские летающие лягушки обитают в кронах деревьев, спускаясь лишь для размножения, активны ночью. Днем они впадают в особое, напоминающее сон, состояние, которому предшествуют быстрые и сильные дыхательные движения, после которых лягушки как будто съеживаются, а дыхательные движения становятся медленными и редкими. Питаются насекомыми лесного полога.

## Размножение
Размножаются яванские летающие лягушки с января до августа. Пик сезона размножения приходится на март. Кладку, состоящую из 60—70 непигментированных икринок диаметром 3 мм, откладывают в пенистых комках на листья, нависающие над водоёмами. Пену лягушки взбивают задними ногами из студенистых оболочек икринок. У головастиков овальное немного уплощенное тело и длинный заостренный на конце хвост. Общая длина головастиков до 6 см, из которых 2/3 приходится на хвост. Окраска головастиков серо-бурая с разбросанными по телу мелкими черными пятнами.